# Gawain et le Chevalier vert
Pour plus de détails, voir Fiche technique et Distribution.
Gawain et le Chevalier vert (Gawain and the Green Knight) est un film d'aventures légendaires britannique réalisé par Stephen Weeks et sorti en 1973.
L'histoire est adaptée du conte médiéval anglais Sire Gauvain et le Chevalier vert, ainsi que d'Yvain ou le Chevalier au lion de Chrétien de Troyes et sur l'histoire de Sir Gareth dans Le Morte d'Arthur de Thomas Malory.
Les lieux de tournage comprennent les châteaux de Cardiff, Caerphilly et le château Coch au Pays de Galles, le château de Peckforton, dans le Cheshire, ainsi que St Michael's Mount et Roche Rock en Cornouailles. La chapelle de St. Govan, sur la côte du Pembrokeshire, a également été représentée.
Weeks a refait le film en 1984 sous le titre L'Épée du vaillant avec Miles O'Keeffe et Sean Connery dans les rôles respectifs de Gauvain et du Chevalier vert.

## Synopsis
Le mystérieux chevalier vert apparaît à la cour du roi Arthur au Nouvel An et exige la tête de Sire Gauvain comme prix d'un jeu étrange. Après avoir bénéficié d'une année de grâce, Gauvain part à la recherche du chevalier pour une nouvelle rencontre.

## Fiche technique
- Titre français : Gawain et le Chevalier vert[2] ou Sire Gauvain et le Chevalier vert[3]
- Titre original : Gawain and the Green Knight[4],[5]
- Réalisation : Stephen Weeks
- Scénario : Stephen Weeks, Philip M. Breen
- Photographie : Ian Wilson (en)
- Montage : John Shirley
- Musique : Ron Goodwin
- Production : Carlo Ponti
- Société de production : Scancrest
- Pays de production :  Royaume-Uni
- Format : couleurs par Technicolor - 2,35:1 - Son mono - 35 mm
- Genre : film d'aventures légendaires
- Durée : 93 minutes
- Date de sortie : 
  - Royaume-Uni : juin 1973

## Distribution
- Murray Head : Gauvain (Gawain en VO)
- Ciaran Madden : Linet
- Nigel Green : le Chevalier vert
- Anthony Sharp : le roi
- Robert Hardy : Sir Bertilak
- David Leland : Humphrey
- Murray Melvin : Seneschal
- Tony Steedman : Fortinbras
- Ronald Lacey : Oswald
- Willoughby Goddard : un chevalier
- George Merritt : le vieux chevalier
- Pauline Letts : La Dame de Lyonesse
- Richard Hurndall : le barbu
- Peter Copley : le pèlerin
- Geoffrey Bayldon : l'homme sage